# Новоперуновська сільська рада
Новоперуно́вська сільська рада (рос. Новоперуновский сельский совет) — сільське поселення у складі Тальменського району Алтайського краю Росії.
Адміністративний центр — село Новоперуново.

## Населення
Населення — 1953 особи (2019; 2030 в 2010, 1942 у 2002).

## Склад
До складу сільської ради входять:
| Населений пункт       | Населення, осіб (2002) | Населення, осіб (2010) |
| --------------------- | ---------------------- | ---------------------- |
| Красний Боєць, селище | 122                    | 137                    |
| Новоперуново, село    | 1805                   | 1893                   |
| Перуново, селище      | 15                     | 0                      |